# يوهانا جاستدورف
يوهانا جاستدورف (بالألمانية: Johanna Gastdorf)‏ هي ممثلة ألمانية، ولدت في 1959 بهامبورغ في ألمانيا.

## وصلات خارجية
- يوهانا جاستدورف على موقع IMDb (الإنجليزية)
- يوهانا جاستدورف على موقع مونزينجر (الألمانية)
- يوهانا جاستدورف على موقع ألو سيني (الفرنسية)
- يوهانا جاستدورف على موقع ميوزك برينز (الإنجليزية)
- يوهانا جاستدورف على موقع أول موفي (الإنجليزية)
- يوهانا جاستدورف على موقع قاعدة بيانات الأفلام السويدية (السويدية)
- يوهانا جاستدورف على موقع ديسكوغز (الإنجليزية)
- يوهانا جاستدورف على موقع قاعدة بيانات الفيلم (الإنجليزية)
- يوهانا جاستدورف على موقع كينوبويسك (الروسية)